# Resolutie 2053 Veiligheidsraad Verenigde Naties
Resolutie 2053 van de Veiligheidsraad van de Verenigde Naties werd unaniem door de VN-Veiligheidsraad aangenomen op 27 juni 2012.
Met de resolutie verlengde de Veiligheidsraad het mandaat van haar vredesmacht in Congo-Kinshasa met een jaar.

## Achtergrond
In 1994 braken in de Democratische Republiek Congo etnische onlusten uit die onder meer werden veroorzaakt door de vluchtelingenstroom uit de buurlanden Rwanda en Burundi. In 1997 beëindigden rebellen de lange dictatuur van Mobutu en werd Kabila de nieuwe president. In 1998 escaleerde de burgeroorlog toen andere rebellen Kabila probeerden te verjagen. Zij zagen zich gesteund door Rwanda en Oeganda. Toen hij in 2001 omkwam bij een mislukte staatsgreep werd hij opgevolgd door zijn zoon. Onder buitenlandse druk werd afgesproken verkiezingen te houden die plaatsvonden in 2006 en gewonnen werden door Kabila. Intussen zijn nog steeds rebellen actief in het oosten van Congo en blijft de situatie er gespannen.

## Inhoud

### Waarnemingen
De stabiliteit in Congo was verder vooruitgegaan, behalve in de oostelijke provincies waar gewapende groeperingen geweld bleven plegen tegen de bevolking, weinig gezag was en bodemrijkdommen illegaal geëxploiteerd werden.
Ook vredeshandhavers en hulpverleners werden aangevallen, en tienduizenden mensen waren er op de vlucht.
De gewapende groepen werden opgeroepen de vijandelijkheden te staken en humanitaire hulp toe te laten.
Waarnemers hadden bij de presidents- en parlementsverkiezingen op 28 november 2011 onregelmatigheden opgemerkt.
Die moesten door de overheid worden aangepakt.

### Handelingen
Het mandaat van de MONUSCO-vredesmacht werd verlengd tot 30 juni 2013.
De Veiligheidsraad benadrukte ook dat het beschermen van de bevolking prioriteit had.
Een bijkomende prioriteit was het hervormen van het Congolese leger en politie.
Zoals gevraagd middels resolutie 1925 (2010) hield de vredesmacht een reservemacht klaar die snel kon ingrijpen wanneer nodig.
Het was nu zaak tijdig provinciale- en lokale verkiezingen te organiseren.
MONUSCO werd opgedragen hierbij technische- en logistieke ondersteuning te bieden.

## Verwante resoluties
- Resolutie 1991 Veiligheidsraad Verenigde Naties (2011)
- Resolutie 2021 Veiligheidsraad Verenigde Naties (2011)
- Resolutie 2076 Veiligheidsraad Verenigde Naties
- Resolutie 2078 Veiligheidsraad Verenigde Naties

Lijst ·  2033 ·  2034 ·  2035 ·  2036 ·  2037 ·  2038 ·  2039 ·  2040 ·  2041 ·  2042 ·  2043 ·  2044 ·  2045 ·  2046 ·  2047 ·  2048 ·  2049 ·  2050 ·  2051 ·  2052 ·  2053 ·  2054 ·  2055 ·  2056 ·  2057 ·  2058 ·  2059 ·  2060 ·  2061 ·  2062 ·  2063 ·  2064 ·  2065 ·  2066 ·  2067 ·  2068 ·  2069 ·  2070 ·  2071 ·  2072 ·  2073 ·  2074 ·  2075 ·  2076 ·  2077 ·  2078 ·  2079 ·  2080 ·  2081 ·  2082 ·  2083 ·  2084 ·  2085